# Ludo Stynen
Ludo Stynen (Merksem, 11 februari 1953) is een Belgisch biograaf.
Stynen schetst portretten van Vlaamse auteurs uit de negentiende en de eerste helft van de twintigste eeuw, en vertelt over allerhande stromingen en themata als hedendaagse literatuur in het Afrikaans, en internationale en Vlaamse utopische en anti-utopische literatuur. Telkens is er ruime aandacht voor de maatschappelijke context.
Stynen studeerde Germaanse filologie aan de UFSIA en de UIA. Hij was tot 2011 leraar Nederlands en Engels  in het hoger en het secundair onderwijs.
Hij schreef en schrijft voor de literaire tijdschriften Restant en Kruispunt, en recenseerde Vlaamse literatuur voor World Literature Today, een internationale periodiek van de universiteit van Oklahoma. Verder publiceerde hij ook in tientallen andere Vlaamse en Nederlandse tijdschriften. Stynen stelde een boek samen over literatuur in het Afrikaans, verzorgde  onder meer samen met Sylvia Van Peteghem de teksteditie van het oorlogsdagboek (1914-1918) van Virginie Loveling, publiceerde een omvangrijke monografie over leven en werk van de gezusters Loveling en schreef een biografie van Lode Zielens. In 2017 volgde dan de omvangrijke biografie van Pol de Mont.

## Publicaties
- Zuid-Afrika: een literatuur apart? (es, Restant, XVI, 1988, 1)
- Schrijven over morgen. Anderhalve eeuw anticipatieliteratuur in Vlaanderen (es, Restant XXII, 1995)
- Rosalie en Virginie: leven en werk van de gezusters Loveling (es, Lannoo, 1997)
- In oorlogsnood: Virginie Lovelings dagboek 1914-1918 (es, Koninklijke Academie voor Nederlandse Taal- en Letterkunde, 1999)
- Lode Zielens, volksschrijver (es, Lannoo, 2001)
- Gerard Walschap: cultuurautonomie en verdraagzaamheid. Van een nawoord voorzien en toegelicht door LS, (Gerard Walschap Genootschap, 2006)
- De taal was gans het volk. Biografie van Anton Bergmann (es, Standaard/Manteau, 2006)
- Jan Frans Willems. Vader van de Vlaamse Beweging (es, De Bezige Bij, 2012)
- Pol de Mont. Een tragisch schrijversleven (es, Polis, 2017)